# Rolando Figueroa
Rolando Ceferino Figueroa (Andacollo, Neuquén, 14 de abril de 1969), conocido como Rolo, es un político, contador público y docente universitario argentino. Es el gobernador de la provincia de Neuquén desde el 10 de diciembre de 2023. Se había desempeñado como vicegobernador para el período 2015-2019 y ocupó los cargos de intendente de Chos Malal, legislador provincial y diputado nacional.

## Biografía
Es hijo de Rolando Figueroa y de María Muñoz, nieto del primer maestro neuquino nativo, Temístocles Figueroa y sobrino de Rogelio Figueroa, integrante de la primera comisión municipal de la localidad de Huinganco. 
Realizó sus estudios primarios en la ciudad de Neuquén y sus estudios secundarios en la ciudad de Comodoro Rivadavia. Se graduó de contador público nacional en la Universidad Nacional del Comahue en 1992. Entre 1991 y 1998 participó en cátedras de materias como: Teoría y Técnica Tributaria I y Teoría y Técnica Tributaria II. En 1999 obtuvo el título de postgrado de “Especialista en Tributación”, otorgado por la Facultad de Ciencias Económicas de la Universidad Nacional del Comahue. Durante los años de estudiante universitario participó y conformó en la Facultad de economía, la agrupación universitaria Comahue 2000, identificada con el Movimiento Popular Neuquino, integrando además el Centro de estudiantes de dicha institución educativa.

## Carrera política
En 1994 fue designado por el Gobierno del Neuquén, como Delegado de las Comisiones de Fomento de la zona norte de la Provincia.
En 1999, con 29 años, fue elegido Intendente de Huinganco. 
En 2002 fue designado por el Ejecutivo Provincial para ocupar el cargo de Subsecretario de Juventud de la Provincia del Neuquén. En 2004 dicho organismo fue modificado, incorporó bajo su órbita el área de deportes de la provincia, pasó a denominarse Subsecretaría de Juventud y Deporte. 
En 2005, el área fue jerarquizada de nuevo, reestructurándose funciones a partir de la sanción de la nueva Ley de Ministerios, que estipuló la creación de la Secretaría de Estado de Juventud y Deportes. Rolando Figueroa fue ratificado en el cargo de Secretario de Estado de Juventud y Deportes, con rango de Ministro. 
En 2006 renunció con el propósito de trabajar en un proyecto para el desarrollo de la zona norte de la Provincia del Neuquén, específicamente en la localidad de Chos Malal.
En 2007 fue electo como diputado del Neuquén. Una vez asumido el cargo de Legislador, fue elegido por unanimidad como presidente de la Comisión de Hacienda y Presupuesto, Cuentas y Obras Públicas.
En 2011 fue seleccionado por su partido, el MPN, para integrar la lista de precandidatos a Diputados Provinciales, ocupó el puesto 3. Con la lista ganadora de la interna partidaria, renunció a la candidatura como diputado y a la posibilidad de una reelección garantizada, para seguir con una candidatura para Intendente de Chos Malal, renunció a toda posibilidad de candidatura testimonial o simultánea. En mayo de 2011 Rolando Figueroa resultó ganador de la elección municipal de la ciudad de Chos Malal, desempeñándose como Intendente durante el período 2011/2015.
En 2014 fue elegido en sufragios partidarios como presidente de la Convención del Movimiento Popular Neuquino, órgano supremo del Partido. 
En 2015, resultó electo Vicegobernador del Neuquén, y como tal presidió la Legislatura de la provincia desde el 10 de diciembre hasta 2019.
En 2022 rompió con el Movimiento Popular Nequino y formó la coalición Comunidad. Con esta coalición ganó las elecciones provinciales del 16 de abril de 2023, siendo elegido como nuevo Gobernador, cargo que asumió de manera efectiva el 10 de diciembre de 2023. De esta forma puso fin a 62 años de hegemonía del Movimiento Popular Nequino.

## Intendencia
En 1999, Rolando Figueroa fue electo Intendente de Huinganco, localidad a 469 km de la capital neuquina. Se puso en marcha una gestión de gobierno con una presencia mayor del Estado como catalizador de los emprendimientos locales. 

## Subsecretaría de Juventud
El 3 de septiembre de 2002 se creó en la Provincia del Neuquén la Subsecretaría de la Juventud. Fue diseñada jerárquicamente en la órbita del Ministerio de Jefatura de Gabinete del Gobierno de la Provincia del Neuquén, constituyéndose de esta manera en pioneros en el país en la creación de un organismo específico para la juventud.
Los objetivos fundamentales del Organismo fueron:
- Conocer la realidad que viven los jóvenes e identificar sus necesidades, intereses e inquietudes.

- Brindar un espacio donde canalizar aquellos proyectos y programas en los cuales los jóvenes de la provincia sean verdaderos protagonistas.

- Fortalecer la capacidad de comunicación, intercambio y debate, a fin de lograr una mayor participación de los jóvenes en los ámbitos de decisión.

- Impulsar y desarrollar políticas locales y regionales de juventud.

- Promover el contacto fluido de los jóvenes de toda la Provincia, para que cada uno conozca y entienda como viven, sienten y piensan los jóvenes de otras localidades.

- Conocer las necesidades y problemáticas de los jóvenes, generando entre ellos lazos de solidaridad.

La Subsecretaría desarrollaba sus actividades de dos maneras diferentes. Una forma de llegar a los jóvenes se planteaba a través de los programas, eventos y demás acciones que surgían del trabajo de los equipos del organismo.
La Subsecretaría realizaba aportes económicos, apoyo logístico, y de organización general en actividades que eran organizados por Municipios, ONG, Comisiones Vecinales u otras organizaciones.
Desde la Subsecretaría de la Juventud realizaron programas para los jóvenes neuquinos con inquietudes artísticas. Entre otros, el certamen Neuquén Arte Joven y el de música, Neuquén Joven Canta, del cual participaron representantes de todas las localidades.

## Secretaría de Estado de Juventud y Deportes
En 2004 la Subsecretaría de juventud comienza a tener competencia también en materia de deportes, siendo jerarquizada en 2005 y convertida en Secretaría de Estado de Juventud y Deportes. En la temática de juventud se continuó con la implementación del Plan Provincial de Juventud, Neuquén Joven Canta, Neuquén arte joven mientras que en el área de deportes se pueden mencionar la regularización administrativa y la democratización de las instituciones deportivas de la provincia. Se avanzó en la organización y documentación de los deportistas federados, la promoción mediante becas y apoyo de los talentos deportivos y la ejecución de un plan integral de actividades físicas . En forma complementaria y por requerimiento del Organismo se hicieron gimnasios, playones, piletas de natación, entre otras obras. Se destaca, por su impacto en la región, el natatorio en Chos Malal.

## Diputado Provincial
En 2007, electo diputado provincial, asumió el 10 de diciembre, seleccionado por los legisladores para presidir la Comisión de Hacienda, Presupuesto, Cuentas y Obras Públicas.  Entre los proyectos que se encuentran; normas orientadas a lograr un asentamiento Universitario para la zona norte, a la apertura permanente del Paso Internacional Pichachén, a la instalación de mejores servicios públicos en el norte del Neuquén, entre otras. Fue miembro informante de proyectos vinculados con los hidrocarburos, el presupuesto de la provincia y con las diferentes leyes impositivas aprobadas durante la gestión. Participó de un Juicio Político y posterior destitución de integrantes del Tribunal Superior de Justicia de la Provincia. Asimismo, participó del proceso de reforma penal y sanción de la Ley 2.784 y código de Procedimiento Penal. Como norma de relevancia, por su valor histórico y afectivo, se puede destacar la Ley N° 2661, de su autoría. Dicha Ley, aprobada por unanimidad, declara a la ciudad de Chos Malal como “Capital Histórica y Cultural del Neuquén”. Rolando Figueroa fue miembro informante para el tratamiento del proyecto, solicitando que se adopten medidas en pos de que este reconocimiento fuera efectivo. El fundamento central planteaba un reconocimiento del pueblo de Neuquén a los pioneros que habían fundado esa tierra.

## Intendente de Chos Malal
En 2011 fue elegido Intendente de Chos Malal. Rolando Figueroa se presentó con la propuesta de “hacer la mejor gestión de la historia”. 
Como resumen de la gestión se puede mencionar las 15 acciones principales:
1. Recuperación de la historia a partir de poner en valor el casco histórico. La remodelación del museo histórico Coronel José Manuel Olascoaga (fundador). La remodelación del palacio municipal, quedando incorporado a un centro cívico interiormente moderno y funcional, pero exteriormente en clara sintonía con un casco histórico que data de principios de siglo XIX.
2. Puesta en valor de un sitio emblemático como “El Torreón” y su cerro fundacional. Se realizaron además de las obras propias de reparación, una obra de iluminación y accesibilidad.
3. Se puso la ciudad de cara al río, a orillas del Neuquén y el Curi Leuvú, construyendo la Costanera más impactante de la provincia.
4. Se hizo foco en recuperar las tradiciones a partir de poner en valor las celebraciones locales y regionales. Desde carnavales, carrozas, desfiles, muestras, bailes aniversario, obras de teatro y certámenes musicales, hasta una Fiesta Nacional del Chivito ponderada en todos lados y para la cual se diseñó, construyó y emplazó un sitio nuevo, adecuado tanto para la realización de las actividades artísticas como para la venta de productos locales en condiciones dignas.
5. Bajo el lema de que “la cultura es el rostro de un pueblo”, el histórico Hotel de turismo, se diseñó, reconstruyó y transformó en el “Centro Cultural del Norte Neuquino”.
6. Plan integral de veredas, respetando acequias.
7. Se realizaron senderos peatonales, demarcados e iluminados, respetando las trazas que se hicieron por uso y costumbre de los vecinos y vinculando distintos barrios de la ciudad.
8. Se pusieron en valor las plazas: mobiliario urbano, forestación, parquización y servicio de wifi libre.
9. En materia de educación se alcanzó un verdadero hito: el asentamiento permanente de la Universidad Nacional del Comahue.
10. Se construyó el “Campus Universitario y Deportivo del Norte Neuquino”. Una infraestructura homologada para competencias internacionales y sudamericanas. Por otra parte se culminaron 3 Gimnasios polideportivos en los barrios más populares: Uriburu, Cordillera del Viento y IV División. 
11. Se puso en valor la cancha más emblemática de la ciudad, dándole estructura de mini estadio y asignándole el nombre de un gran y reconocido hacedor del deporte comunitario “Don Jorge Salazar”.
12. Hito de la Ruta 40
13. Cerro de la Virgen.
14. Servicios básicos: Conexión a la red cloacal y conexiones de red de agua potable. Se instaló una planta pre- sedimentadora. Se ejecutó una ampliación de la Planta Potabilizadora para un caudal de diseño de 490 m3/h, la que garantiza cubrir una población total de 22.220 habitantes.
15. Infraestructura en Salud: Se instaló un centro de diálisis en dependencias del Hospital Gregorio Álvarez con 5 sillones y 5 unidades de diálisis.

## Gobernador
En febrero de 2023, junto con algunos sectores de Juntos por el Cambio (del PRO y la UCR), Figueroa lanzó su candidatura a Gobernador. "Nos une el sueño de poder cambiar las cosas", aseguró el candidato en su lanzamiento de campaña.
En las elecciones provinciales del 16 de abril del 2023, Figueroa triunfó con el 35,5% sobre el oficialista Marcos Koopmann, quien obtuvo el 33,1% de los votos, poniendo así fin a una hegemonía ininterrumpida de 60 años del MPN al frente de la Gobernación.
| Ministerios del Gobierno de Rolando Figueroa                 | Ministerios del Gobierno de Rolando Figueroa | Ministerios del Gobierno de Rolando Figueroa |
| Cartera                                                      | Titular                                      | Período                                      |
| ------------------------------------------------------------ | -------------------------------------------- | -------------------------------------------- |
| Ministerio de Jefatura de Gabinete                           | Juan Luis Ousset                             | 10 de diciembre de 2023 - en el cargo        |
| Ministerio de Gobierno                                       | Jorge Tobares                                | 10 de diciembre de 2023 - en el cargo        |
| Ministerio de Desarrollo Humano, Gobiernos Locales y Mujeres | Julieta Corroza                              | 10 de diciembre de 2023 - en el cargo        |
| Ministerio de Educación                                      | Soledad Martínez                             | 10 de diciembre de 2023 - en el cargo        |
| Ministerio de Energía y Recursos Naturales                   | Gustavo Medele                               | 10 de diciembre de 2023 - en el cargo        |
| Ministerio de Economía, Producción e Industria               | Guillermo Koening                            | 10 de diciembre de 2023 - en el cargo        |
| Ministerio de Infraestructura                                | Rubén Etcheverry                             | 10 de diciembre de 2023 - 3 de enero de 2025 |
| Ministerio de Infraestructura                                | Vacante                                      | 3 de enero de 2025 - en el cargo             |
| Ministerio de Planificación, Innovación y Modernización      | Ruben Etcheverry                             | 10 de diciembre de 2023 - en el cargo        |
| Ministerio de Salud                                          | Martín Regueiro                              | 10 de diciembre de 2023 - en el cargo        |
| Ministerio de Turismo                                        | Gustavo Fernández Capiet                     | 10 de diciembre de 2023 - en el cargo        |
| Ministerio de Seguridad                                      | Matías Nicolini                              | 10 de diciembre de 2023 - en el cargo        |